# Chris Van Hollen
Christopher J. Van Hollen Jr. (nasceu a 10 de janeiro de 1959) é um advogado e político americano servindo como senador dos Estados Unidos pelo estado de Maryland desde 3 de janeiro de 2017. De 2003 a 2017, serviu como representante para 8º distrito congressional de Maryland. É membro do Partido Democrata.
Em 2007, tornou-se presidente do Comitê de Campanha do Congresso Democrático (DCCC). Neste cargo, foi responsável por liderar os esforços para defender os democratas vulneráveis e fazer com que mais democratas fossem eleitos para o Congresso em 2008. A Presidente da Câmara, Nancy Pelosi, criou um novo cargo de liderança, Assistente do Presidente, em 2006 para que Van Hollen pudesse estar presente em todas as reuniões da liderança. Foi eleito Membro de Classificação no Comitê de Orçamento a 17 de novembro de 2010. Pelosi também nomeou-o para o Comitê bipartidário de Redução do Déficit de 12 membros com um mandato para encontrar grandes reduções orçamentárias até o final de 2011. Em 17 de outubro de 2013, Pelosi nomeou Van Hollen para servir no comitê da conferência bicameral.
Concorreu ao Senado dos Estados Unidos em 2016 para substituir a senadora Barbara Mikulski. Ele derrotou a congressista Donna Edwards nas primárias democratas e venceu as eleições gerais por 60 a 36 por cento. Atuou como presidente do Comitê de Campanha do Senado Democrático (DSCC) de 2017 a 2019.

## Juventude, educação e carreira
Van Hollen nasceu em Karachi, Paquistão, sendo o mais velho de três filhos de pais americanos, Edith Eliza e Christopher Van Hollen. O seu pai era um oficial do Serviço de Relações Exteriores que serviu como Subsecretário de Estado Adjunto para Assuntos do Oriente Próximo (1969–1972) e Embaixador dos EUA no Sri Lanka e nas Maldivas (1972–1976); a sua mãe trabalhava na Agência Central de Inteligência e no Departamento de Estado, onde atuou como chefe do escritório de inteligência para o Sul da Ásia. Passou parte da sua juventude no Paquistão, Turquia, Índia e Sri Lanka. Retornou aos Estados Unidos para o seu primeiro ano do ensino médio e frequentou a Middlesex School em Concord, Massachusetts, onde o seu avô lecionou.
Ele é ex-aluno da Kodaikanal International School, no sul da Índia. Em 1982, Van Hollen formou-se no Swarthmore College com um diploma de bacharel em filosofia. Continuou os seus estudos na Universidade de Harvard, onde obteve o título de Mestre em Políticas Públicas, com ênfase em estudos de segurança nacional, pela John F. Kennedy School of Government em 1985. Ganhou um Juris Doctor pela Georgetown University Law Center em 1990.

## Inicio carreira na política
Van Hollen trabalhou como assistente legislativo para defesa e política externa do senador dos Estados Unidos Charles Mathias, um republicano de Maryland, de 1985 a 1987. Também foi membro da equipe do Comité de Relações Exteriores do Senado dos Estados Unidos (1987-1989) e um consultor legislativo para assuntos federais do governador de Maryland, William Donald Schaefer (1989–1991). Foi admitido na ordem dos Advogados de Maryland em 1990 e ingressou no escritório de advocacia Arent Fox.